# Autoroute 407 (Ontario)
L'autoroute 407 est une autoroute à péage située dans la grande région de Toronto, dans le sud de l'Ontario au Canada. Elle commence à l'intersection avec la Queen Elizabeth Way (QEW) et l'autoroute 403 à Burlington, et parcourt 108 km vers l'est jusqu'à son terminus actuel au croisement de l'autoroute 35/115 près d'Orono.
Les croisement principaux avec l'autoroute 407 sont (de l'ouest vers l'est): la Queen Elizabeth Way, les autoroutes 403, 401, 410, 427, 400, 404, 412, l'autoroute 418 et la route 35/115. Les autres intersections majeures incluent Bronte Road (Halton route régionale 25), rue Hurontario, la route 27, rues Yonge (anciennement route 11) et Markham (anciennement route 48). Au total, il y a 40 intersections différentes sur l'autoroute 407, reliant l'autoroute à péage au réseau de transport principal de la grande région de Toronto.

## Historique

Le logo de 407 ETR

La section entre QEW et la route Brock (route régional 1 de Durham) à Pickering, appelée officiellement 407 Express Toll Route (ETR), était vendue en 1999 par le gouvernement de l'Ontario à un consortium privé (comprenant Cintra Concesiones de Infraestructuras de Transporte, Macquarie Infrastructure Group et SNC-Lavalin), l'autoroute 407 était initialement prévue en tant qu'une autoroute provinciale gratuite de la série 400 en tant que déviation de l'autoroute 401, route principale pour les camions traversant le sud de l'Ontario et l'une des autoroutes les plus occupées au monde avec une moyenne de plus de 400 000 passages journaliers dans la section entre l'autoroute 427 et l'autoroute 404.
L'extension vers l'est, entre la route Brock et la section futur vers autoroute 35/115, appelée officiellement Autoroute 407 Est, est ou sera assurée par le gouvernement provincial, comme les autres autoroutes séries-400.

### Dates d'ouvertures

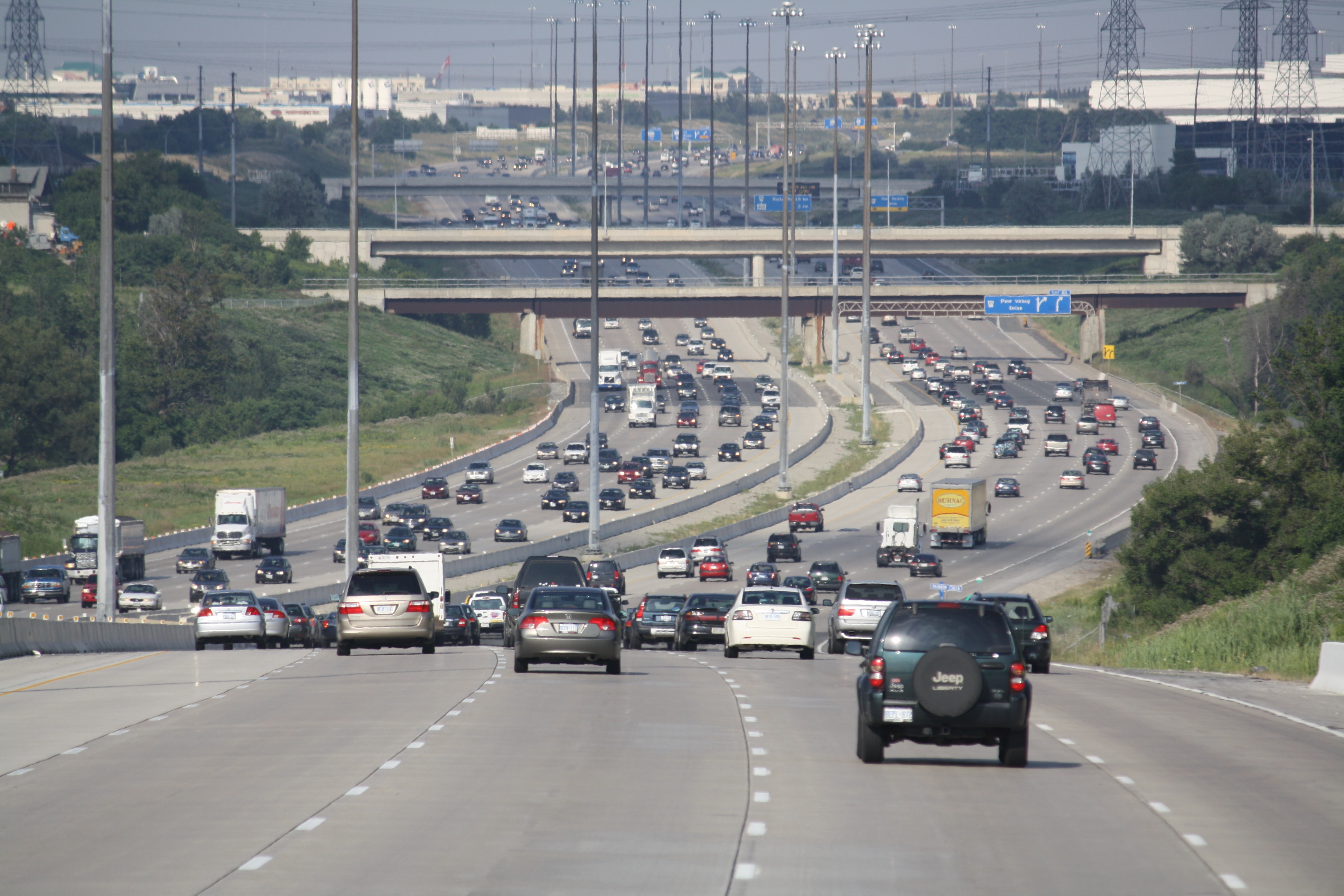
Vue d'autoroute 407 à Vaughan

- 7 juin 1997 (entre autoroutes 410 et 404)
- 13 decembre 1997 (entre autoroutes 401 et 410)
- 18 février 1998 (entre autoroutes 404 et route McCowan)
- 4 septembre 1998 (entre autoroutes 403 et 401)
- 24 juin 1999 (entre route McCowan et route Markham)
- 17 juin à 30 juillet 2001 (entre QEW et autoroute 403)
- 30 août 2001 (entre route Markham et route Brock)
- 20 juin 2016 (entre route Brock et route Harmony)

## Péage

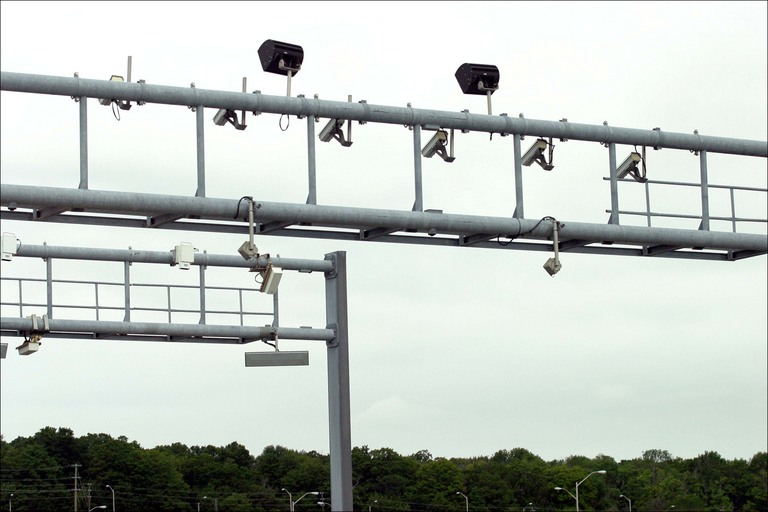
En plus de transpondeurs, la 407 utilise des caméras pour le péage.

La 407 utilise un système de caméras et de transpondeurs pour facturer le péage automatiquement. Il n'y a pas de kiosque de péage, d'où le nom "Express Toll Route (ETR)", ou route à péage rapide. Une antenne radio détecte les véhicules avec transpondeur, à l'entrée et à la sortie, calculant le montant du péage. Pour les véhicules sans transpondeur, un système de lecture automatique de plaques minéralogiques est utilisé. Des relevés mensuels sont envoyés aux utilisateurs. L'autoroute 407 est un des première autoroutes du monde équipée uniquement de ce système de télépéage.

### 407 ETR
En vigueur le 1er février 2017 (Des taxes sont applicables pour tous les frais, en dollars canadiens)
| Véhicule                          | Véhicule                                           | Véhicule léger   | Véhicule léger | Véhicules lourds (unité simple) | Véhicules lourds (unité simple) | Véhicules lourds (unités multiples) | Véhicules lourds (unités multiples) |
| --------------------------------- | -------------------------------------------------- | ---------------- | -------------- | ------------------------------- | ------------------------------- | ----------------------------------- | ----------------------------------- |
| Zone                              | Zone                                               | QEW-401, 427-404 | 401-427, 404E  | QEW-401, 427-404                | 401-427, 404E                   | QEW-401, 427-404                    | 401-427, 404E                       |
| Heure                             | Période creuse                                     | 21.62 ¢/km       | 21.62 ¢/km     | 43.24 ¢/km                      | 43.24 ¢/km                      | 64.86 ¢/km                          | 64.86 ¢/km                          |
| Heure                             | Milieu de journée (pendant la semaine)             | 28.33 ¢/km       | 28.33 ¢/km     | 56.66 ¢/km                      | 56.66 ¢/km                      | 84.99 ¢/km                          | 84.99 ¢/km                          |
| Heure                             | Milieu de journée (fin de semaine et jours fériés) | 25.95 ¢/km       | 25.95 ¢/km     | 51.90 ¢/km                      | 51.90 ¢/km                      | 77.85 ¢/km                          | 77.85 ¢/km                          |
| Heure                             | Période de pointe (matin)                          | 33.00 ¢/km       | 31.37 ¢/km     | 66.00 ¢/km                      | 62.74 ¢/km                      | 99.00 ¢/km                          | 94.11 ¢/km                          |
| Heure                             | Heures de pointe (matin)                           | 37.54 ¢/km       | 35.67 ¢/km     | 75.08 ¢/km                      | 71.34 ¢/km                      | $1.13/km                            | $1.07/km                            |
| Heure                             | Période de pointe (après-midi)                     | 34.24 ¢/km       | 32.55 ¢/km     | 68.48 ¢/km                      | 65.10 ¢/km                      | $1.03/km                            | 97.65 ¢/km                          |
| Heure                             | Heures de pointe (après-midi)                      | 38.90 ¢/km       | 36.97 ¢/km     | 77.80 ¢/km                      | 73.94 ¢/km                      | $1.17/km                            | $1.11/km                            |
| Frais minimaux                    | Période de pointe                                  | N/A              | N/A            | $19.85/voyage                   | $19.85/voyage                   | $36.95/voyage                       | $36.95/voyage                       |
| Frais minimaux                    | Période creuse                                     | N/A              | N/A            | $12.80/voyage                   | $12.80/voyage                   | $23.85/voyage                       | $23.85/voyage                       |
| Frais d'accessoires               | Frais de péage par voyage                          | $1/voyage        | $1/voyage      | $2/voyage                       | $2/voyage                       | $3/voyage                           | $3/voyage                           |
| Voyage sans transponder           | Frais de péage enregistré par vidéo                | $4.05/voyage     | $4.05/voyage   | $50.00/voyage                   | $50.00/voyage                   | $50.00/voyage                       | $50.00/voyage                       |
| Voyage sans transponder           | Frais d’administration                             | $3.75            | $3.75          | $3.75                           | $3.75                           | $3.75                               | $3.75                               |
| Frais de location du transpondeur | Annuelle                                           | $23.50           | $23.50         | $23.50                          | $23.50                          | $23.50                              | $23.50                              |
| Frais de location du transpondeur | Mensuelle                                          | $3.75            | $3.75          | $3.75                           | $3.75                           | $3.75                               | $3.75                               |

### Highway 407 East
En vigueur le 1er février 2017 (Des taxes sont applicables pour tous les frais, en dollars canadiens)
| Heure                                                         | Véhicule       | Véhicule       | Véhicule                        | Véhicule                        | Véhicule                            | Véhicule                            |
| Heure                                                         | Véhicule léger | Véhicule léger | Véhicules lourds à unité simple | Véhicules lourds à unité simple | Véhicules lourds à unités multiples | Véhicules lourds à unités multiples |
| ------------------------------------------------------------- | -------------- | -------------- | ------------------------------- | ------------------------------- | ----------------------------------- | ----------------------------------- |
| Période de pointe (pendant la semaine) (6am-10am and 3pm-7pm) | 29.00 ¢/km     | 29.00 ¢/km     | 58.00 ¢/km                      | 58.00 ¢/km                      | 87.00 ¢/km                          | 87.00 ¢/km                          |
| Milieu de journée (pendant la semaine) (10am-3pm)             | 23.00 ¢/km     | 23.00 ¢/km     | 46.00 ¢/km                      | 46.00 ¢/km                      | 69.00 ¢/km                          | 69.00 ¢/km                          |
| Milieu de journée (fin de semaine et jours fériés) (11am-7pm) | 22.00 ¢/km     | 22.00 ¢/km     | 44.00 ¢/km                      | 44.00 ¢/km                      | 66.00 ¢/km                          | 66.00 ¢/km                          |
| Période creuse (pendant la semaine) (7pm-6am)                 | 19.00 ¢/km     | 19.00 ¢/km     | 38.00 ¢/km                      | 38.00 ¢/km                      | 57.00 ¢/km                          | 57.00 ¢/km                          |
| 'Période creuse (fin de semaine' et jours fériés) (7pm-11am)  | 19.00 ¢/km     | 19.00 ¢/km     | 38.00 ¢/km                      | 38.00 ¢/km                      | 57.00 ¢/km                          | 57.00 ¢/km                          |